# Jesús Cintora
Jesús Ángel Cintora Pérez (Ágreda, Sòria; 27 de gener de 1977) és un periodista i presentador de televisió espanyol.

## Formació i carrera
Llicenciat en Periodisme a la Universitat de Navarra el 1999 en la branca de Comunicació Audiovisual. Ha estat Professor Associat de la Universitat Carles III de Madrid.
Els seus primers treballs es van desenvolupar en les emissores de la Cadena SER de Sòria, Pamplona i Saragossa, també a TVE Navarra, El Mundo, Radio Marca i Canal Satèl·lit Digital.
Entre 2002 i 2006 va ser el coordinador de la part informativa del programa Hoy por hoy dirigit per Iñaki Gabilondo primer i Carles Francino des de 2005.
Va dirigir Hora 14 i Hora 25 cap de setmana fins a març de 2011, quan comença a dirigir Matinal SER després de la reestructuració dels serveis informatius de la Cadena SER.
L'11 de novembre del mateix any va ser acomiadat en una nova reestructuració dels serveis informatius de la cadena. Ell mateix ho confirmaria a Twitter dies després.

## Ràdio
De 1996 a 2000, els seus primers treballs es van desenvolupar en les emissores de la Cadena SER de Sòria, Pamplona, Saragossa i Madrid.
El 2000 va formar part de l'equip que va arrencar Radio Marca en emissions digitals.
El 2000 torna a la SER de Madrid. Entre 2002 i 2006 va ser el coordinador de la part informativa del programa Hoy por hoy dirigit per Iñaki Gabilondo primer i Carles Francino des de 2005.
Després va dirigir Hora 14 i Hora 25 cap de setmana fins a març de 2011, quan comença a dirigir Matinal SER després de la reestructuració dels serveis informatius de la Cadena SER.

## Televisió
Els seus primers treballs van ser per TVE Navarra, Canal 4 Navarra i Canal Satèl·lit Digital.
Entre 2011 i 2013 participà com a analista polític a diversos programes de televisió d'Espanya, entre els quals destaquen El debate de la 1 de Televisió Espanyola (2012-2013), La Noche del Canal 24 horas de Televisió Espanyola (2012-2013), El programa de Ana Rosa (2011-2013) i El gran debate (2012-2013) de Telecinco, De hoy a mañana (2012-2013) i El cascabel (2013) de 13TV, Alto y claro a Telemadrid, La vuelta al mundo (2009-2011) a Veo7 i Una mirada a el mundo (2012) a Discovery MAX.
Des del 6 de maig de 2013, Cintora substitueix a Marta Fernández en la presentació de l'espai matinal Las mañanas de Cuatro a Cuatro. L'espai va aconseguir el lideratge de la televisió informativa matinal a Espanya.
En la primera edició del programa presentat per Cintora, el 2013, se sentaren a la taula Pedro Sánchez Pérez-Castejón, Pablo Iglesias, Albert Rivera, Alberto Garzón i Pablo Casado Blanco, abans d'aconseguir un paper decisiu en l'anomenada nova política.
Entre el 24 de novembre i el 8 de desembre de 2013, es va posar al capdavant del nou programa informatiu anomenat The Wall.
El 19 de juny de 2014 forma part del desplegament informatiu de Mediaset Espanya amb motiu de la proclamació de Felip VI d'Espanya al costat d'Ana Rosa Quintana i Pedro Piqueras.
El 27 de març de 2015 Mediaset Espanya va anunciar el seu cessament com a presentador de Las Mañanas de Cuatro, al·legant el grup de comunicació en un comunicat oficial que "Mediaset té el clar objectiu d'informar, que no formar, als espectadors a través d'un pluralisme amb el qual donar veu a absolutament totes les opinions polítiques i amb uns presentadors que tractin la informació de manera objectiva", no obstant això va continuar en la cadena per a altres futurs projectes. Nombrosos mitjans de comunicació van assenyalar que Mediaset havia rebut pressions polítiques des del govern del Partit Popular per acomiadar a Cintora per les seves habituals crítiques al govern, tesi defensada pel mateix periodista.
El novembre de 2015 Las Mañanas de Cuatro va rebre el Premi Ondas "per obrir una franja televisiva estable en l'actualitat, per l'evolució que els seus successius directors i conductors han anat aportant i per l'impacte polític que ha provocat".
El 2015 va presentar dues edicions del programa En la caja, que protagonitzaven de forma alterna algunes cares conegudes de Cuatro. Cintora es va endinsar al món dels desnonaments amb fons voltors i en les retallades de la sanitat i l'educació.
El 2016 va conduir a Cuatro durant dos mesos l'espai Cintora a pie de calle. Després de més d'un any apartat de la pantalla petita, torna a la mateixa cadena al setembre de 2017 amb el programa La línea roja.
El març de 2018 s'anunciava la seva marxa de Mediaset Espanya per fitxar per Atresmedia a La Sexta per col·laborar a Al rojo vivo, La Sexta Noche, Liarla Pardo i Más vale tarde. Des de novembre d'aquest any fins a febrer de 2020, va presentar en la mateixa cadena el programa Carretera y manta.
El novembre de 2020 fitxa per Televisió Espanyola per presentar un nou programa d'actualitat, Las cosas claras.

## Premsa
Els seus primers treballs van ser per a Diario de Soria i El Mundo.
Entre 2011 i 2012 va col·laborar amb l'edició espanyola de la revista Rolling Stone (Rolling Stone Espanya)
Entre 2011 i 2013 va col·laborar amb Interviú
Des de 2015 col·labora amb www.eldiario.es que dirigeix Ignacio Escolar amb un article d'opinió setmanal.

## Llibres
El 14 d'abril de 2015 Jesús Cintora va publicar amb l'editorial Espasa La hora de la verdad. Va ser la primera vegada que es va entrevistar per a un llibre els líders polítics de la nova generació, com Pedro Sánchez Pérez-Castejón, Pablo Iglesias, Albert Rivera, Alberto Garzón o Pablo Casado Blanco. També participaren en l'obra de Cintora alguns dels personatges que el periodista va fitxar per al seu programa de televisió, com Miguel Ángel Revilla, Sor Lucía Caram o Pedro J. Ramírez. El pròleg és d'Iñaki Gabilondo, que descriu així a l'autor: “Jesús Cintora, un jove periodista sorià amb el qual vaig coincidir en la Cadena SER. Saltaven a la vista la seva personalitat i el seu instint. La seva informalitat, la seva descaradura i la seva senzillesa expressiva encaixaven com un guant amb les exigències recentment estrenades de transparència, frescor i audàcia”.
L'11 d'abril de 2017 Jesús Cintora va publicar, de nou amb Espasa, el llibre Conspiraciones, ¿por qué no gobernó la izquierda?.